# Hearfield-Gletscher
Der Hearfield-Gletscher ist ein rund 30 km langer und 3 km breiter Gletscher im ostantarktischen Viktorialand. In den Victory Mountains fließt er in ostsüdöstlicher Richtung entlang der Südflanke der Cartographers Range zum Trafalgar-Gletscher, den er unmittelbar östlich des Aldridge Peak erreicht.
Mitglieder der New Zealand Geological Survey Antarctic Expedition (1957–1958) benannten ihn nach dem neuseeländischen Bergsteiger Brian Hearfield (* 1935), der an der Forschungsreise teilnahm und auch im Gebiet des Tucker-Gletschers tätig war.